# Tiroteo en la escuela secundaria W. R. Myers
El tiroteo en la escuela secundaria W. R. Myers fue un tiroteo escolar ocurrido el 28 de abril de 1999 en la escuela secundaria W. R. Myers de Taber, Alberta, Canadá. El pistolero Todd Cameron Smith, de 14 años, que había abandonado la escuela, entró en el instituto y empezó a disparar a los alumnos que se encontraban en un pasillo; después se dirigió al núcleo central de la escuela, frente a la sala de la banda de música, mató a un alumno e hirió a otro. Fue el primer tiroteo mortal en una escuela secundaria de Canadá desde el del instituto St. Pius X, 24 años antes.

## Tiroteo
El incidente comenzó cuando Smith ingresó al campus de la escuela armado con un rifle semiautomático Ruger 10/22 calibre .22 y 375 rondas de municiones (350 rondas de munición real en el bolsillo de su abrigo y 25 rondas cargadas en el rifle). Cuando concluyó el almuerzo, disparó a tres estudiantes en un pasillo adyacente a la cafetería. Le disparó fatalmente a Jason Lang, de 17 años, a quemarropa y luego le disparó a otro estudiante. El entrenador de gimnasia Cheyno Finnie logró derribar a Smith al suelo. Fue arrestado sin más incidentes por un agente de Taber, quien también se desempeñó como oficial de recursos de la escuela. Fue acusado de un cargo de asesinato en primer grado y un cargo de intento de asesinato.

## Consecuencias

### Procedimientos judiciales
La identidad y los antecedentes de Smith estaban originalmente protegidos por la Ley de Delincuentes Juveniles de Canadá en el momento de su arresto. Había abandonado la escuela secundaria W. R. Myers a principios del año escolar. Según documentos judiciales, había sufrido acoso escolar severo durante sus años escolares, incluido haber sido rociado con líquido para encendedores y amenazado con prenderle fuego cuando estaba en primer grado. Fue recordado como inteligente pero socialmente torpe, y se había vuelto "reclusivo y extremadamente temeroso" en la adolescencia temprana. Su madre dijo que había estado mostrando signos de depresión durante toda su infancia. La familia de Smith declaró que "se quebró" después de ver la cobertura de la masacre de Columbine High School, que había ocurrido ocho días antes.
Los fiscales de la Corona intentaron que Smith, entonces de 15 años, fuera juzgado como adulto con el potencial de una cadena perpetua con la posibilidad de libertad condicional en cinco años. La Corona argumentó que una prisión para adultos ofrecería mejores programas educativos que los que podría proporcionar un centro para jóvenes. El tribunal denegó la moción y fue juzgado como menor de edad. Después de su arresto y antes del juicio, un examen médico descubrió que Smith tenía una dolencia cardíaca que requería una cirugía a corazón abierto. Durante la cirugía, sufrió un derrame cerebral y entró en coma. Después de despertar del coma, tenía dificultades para hablar y comer y sufría de capacidad mental disminuida. Su caso fue suspendido hasta que se recuperó, ya que tanto la Corona como la defensa acordaron que no podía ser juzgado. Luego de una "recuperación notable", fue declarado apto para ser juzgado y estaba programado para comparecer ante el tribunal en septiembre de 2000. En su juicio, Smith se declaró culpable de los tres cargos y fue sentenciado a tres años. en prisión, y se le ordenó vivir siete años enlibertad condicional a su liberación.

### Liberación de Smith, segundo arresto
En marzo de 2005, Todd Cameron Smith fue liberado en un centro de rehabilitación en Toronto, a pesar del acuerdo del juez de que el entonces joven de 20 años seguía siendo una amenaza para la sociedad. En agosto de ese año, salió del centro de rehabilitación y dejó una nota que decía que "ya no estaría enjaulado y no se rendiría vivo".Su fuga llevó a la policía de Toronto a obtener una orden judicial que les permitiera publicar su identidad hasta el momento en que fuera capturado.
Sin embargo, Smith se entregó a las autoridades al día siguiente y fue arrestado sin incidentes. La exención que permitía la publicación de su identidad en Canadá caducó tras su recaptura, aunque no antes de que su nombre fuera publicado y divulgado por varios medios de comunicación de todo el país. Después de su recaptura, se pidió a los medios canadienses que ya no usaran el nombre o la fotografía de Smith, como lo habían hecho el día anterior.